# Isotherme Zustandsänderung

Gegenüberstellung der isotherme und isentropen Zustandsänderung eines idealen Gases im p-V-Diagramm

Die isotherme Zustandsänderung (oder isothermer Prozess) ist eine thermodynamische Zustandsänderung, bei der die Temperatur des betrachteten Systems unverändert bleibt. Die exakt isotherme Zustandsänderung ist ein theoretischer Idealfall, der in der Realität im Allgemeinen mithilfe eines Wärmebads nur näherungsweise erreicht werden kann. Beispiele für isotherme Prozesse sind isotherme Expansion oder Kompression, isotherme chemische Reaktionen (z. B. isotherme Verbrennung, Stoffwechsel von Lebewesen), isotherme Magnetisierung etc.
Isotherme Prozesse dienen oft als theoretische Modellprozesse zur Berechnung von Energieumsätzen bei Zustandsänderungen. Beispielsweise besteht der Carnotsche Kreisprozess, der den theoretischen Idealfall der Wärmekraftmaschine beschreibt, aus zwei isothermen Prozessen bei zwei verschiedenen Temperaturen und zwei adiabatischen Prozessen.
Nach dem Gesetz von Boyle-Mariotte gilt für die isotherme Zustandsänderung idealer Gase bei gleichbleibender Stoffmenge:
{\displaystyle p\cdot V={\text{const}}\qquad \qquad {\frac {p_{1}}{p_{2}}}={\frac {V_{2}}{V_{1}}}}
({\displaystyle p} Druck, {\displaystyle V} Volumen, {\displaystyle 1} und {\displaystyle 2} Index für Anfang bzw. Ende der Zustandsänderung.)

## Isotherme Volumenänderung beim idealen Gas
Bei einer gegebenen Menge eines idealen Gases hängt die Innere Energie {\displaystyle U} nur von der Temperatur ab, bleibt bei einem isothermen Prozess also konstant. Nach dem 1. Hauptsatz der Thermodynamik gilt daher für die Arbeit {\displaystyle W} und die Wärme {\displaystyle Q}, die bei einer isothermen Volumenänderung anfallen,
{\displaystyle W+Q=0}.
Ist {\displaystyle p} der Druck im Gas und wird das Volumen von {\displaystyle V_{1}} zu {\displaystyle V_{2}} verändert, gilt für die Arbeit
{\displaystyle W=-\int _{V_{1}}^{V_{2}}p\,\mathrm {d} V}
Nach der Thermischen Zustandsgleichung  für eine Gasmenge von {\displaystyle n} Molen bei der Temperatur {\displaystyle T} ändert sich der Druck dabei gemäß
{\displaystyle p={\frac {n\ R\ T}{V}}}
Dabei ist {\displaystyle R} die allgemeine Gaskonstante.
Nach Einsetzen ergibt das Integral
{\displaystyle W=n\,R\,T\ln \left({\frac {V_{1}}{V_{2}}}\right)}.
Die am Gas zu leistende Arbeit {\displaystyle W} ist positiv bei Kompression {\displaystyle V_{1}>V_{2}}, und negativ (d. h. das Gas leistet Arbeit) bei Expansion {\displaystyle V_{1}<V_{2}}. Für die Aufrechterhaltung konstanter Temperatur ist eine gleich große Wärme {\displaystyle Q} abzuführen (Kompressionswärme) bzw. – bei Expansion – zuzuführen. Somit ist die isotherme Expansion des idealen Gases ein Prozess, bei dem eine zugeführte Wärmemenge vollständig in Arbeit umgewandelt wird. Allerdings lässt sich dieser Prozess nicht einfach wiederholen, ohne dass das Gas durch erneuten Einsatz von zugeführter Arbeit und abgeführter Wärme wieder in seinen Ausgangszustand versetzt wird. Daher besteht kein Widerspruch zum 2. Hauptsatz der Thermodynamik.